# Chionaema rafflesiana
Chionaema rafflesiana är en fjärilsart som beskrevs av Walter Karl Johann Roepke 1946. Chionaema rafflesiana ingår i släktet Chionaema och familjen björnspinnare. Inga underarter finns listade i Catalogue of Life.